# Bad Moms 2
Série
Bad Moms
(2016)
Pour plus de détails, voir Fiche technique et Distribution.
Bad Moms 2 ou Les mères indignes se tapent Noël au Québec (A Bad Moms Christmas) est un film américain réalisé par Jon Lucas et Scott Moore, sorti en 2017. Il fait suite à Bad Moms, des mêmes réalisateurs, sorti en 2016.

## Synopsis
Comme beaucoup de mères de famille, Amy, Kiki et Carla angoissent à l’approche des fêtes de fin d'année : les cadeaux, le repas, la décoration, l’organisation et la préparation. Elles doivent tout gérer. Pire encore, leurs propres mères, aussi exigeantes que critiques, s’invitent à la fête. Si Carla est heureuse de retrouver Isis, sa mère, il n'en est pas de même pour Amy et Kiki. Ruth, la mère d'Amy, veut absolument organiser Noël comme bon lui semble, n'en déplaise à Amy, tandis que Sandy, veuve depuis la naissance de Kiki, sa fille unique, se montre particulièrement mère poule et intrusive envers celle-ci, ce qui n'est pas sans créer une certaine gêne. Fatiguées, les trois femmes décident de prendre les choses en main pour en profiter et s'éclater.

## Fiche technique
Sauf indication contraire, les informations mentionnées dans cette section peuvent être confirmées par la base de données cinématographiques IMDb,  présente dans la section « Liens externes ».
- Titre original : A Bad Moms Christmas
- Titre français : Bad Moms 2
- Titre québécois : Les mères indignes se tapent Noël
- Réalisation et scénario : Jon Lucas et Scott Moore
- Photographie : Mitchell Amundsen
- Montage : James Thomas
- Musique : Christopher Lennertz
- Production : Suzanne Todd

Producteurs délégués : Bill Block et Mark Kamine
- Sociétés de production : Huayi Brothers et STX Entertainment
- Sociétés de distribution : STX Entertainment (États-Unis), Metropolitan Filmexport (France)
- Budget : 28 millions de dollars
- Pays d'origine :  États-Unis
- Langue originale : anglais
- Format : couleur
- Genre : comédie
- Durée : 104 minutes
- Dates de sortie[2] :
  -  États-Unis,  Québec : 1er novembre 2017
  -  France : 29 novembre 2017

## Distribution
- Mila Kunis (VF : Marjorie Frantz ; VQ : Camille Cyr-Desmarais) : Amy Mitchell
- Kristen Bell (VF : Laura Préjean ; VQ : Catherine Proulx-Lemay) : Kiki
- Kathryn Hahn (VF : Déborah Perret ; VQ : Éveline Gélinas) : Carla Dunkler
- Christine Baranski (VF : Josiane Pinson ; VQ : Élise Bertrand) : Ruth, la mère d'Amy
- Cheryl Hines (VF : Virginie Ledieu ; VQ : Hélène Mondoux) : Sandy, la mère de Kiki
- Susan Sarandon (VF : Béatrice Delfe ; VQ : Claudine Chatel) : Isis, la mère de Carla
- Jay Hernández (VF : Raphaël Cohen ; VQ : Éric Bruneau) : Jessie Harkness
- Justin Hartley (VF : Martial Le Minoux) : Ty Swindle
- Peter Gallagher (VF : Guy Chapellier ; VQ : Pierre Auger) : Hank, le père d'Amy
- Christina Applegate (VF : Marie-Laure Dougnac ; VQ : Aline Pinsonneault) : Gwendolyn James
- Oona Laurence : Jane Mitchell
- Emjay Anthony : Dylan Mitchell
- David Walton : Mike Mitchell
- Lyle Brocato : Kent, le mari de Kiki
- Wanda Sykes (VF : Farida Ouchani) : Dr Karl

## Box-office
| Pays       | Box-office   | Date d'arret du box-office | Nombre de semaines |
| ---------- | ------------ | -------------------------- | ------------------ |
| États-Unis | 53 934 557 $ | en cours                   | 3(en cours)        |
| France     |              |                            |                    |
| Monde      | 80 534 557 $ | en cours                   | 3(en cours)        |

## Production
Le tournage débute le 1er mai 2017, à Atlanta,